# Waylon Sings Ol' Harlan
| Recensione              | Giudizio |
| ----------------------- | -------- |
| AllMusic                |          |
| Dizionario del Pop-Rock |          |

Waylon Sings Ol' Harlan è il quinto album (quarto uscito per la RCA Victor Records) di Waylon Jennings. Venne registrato nel periodo tra maggio  giugno 1966 e pubblicato a marzo 1967. 
Si tratta di dodici brani scritti dall'autore Harlan Howard,  con la produzione di Chet Atkins.

## Tracce
Lato A
1. She Called Me Baby – 2:34 (Harlan Howard)
2. Sunset and Vine – 2:08 (Harlan Howard)
3. Woman Let Me Sing You a Song – 2:18 (Harlan Howard)
4. Everglades – 2:10 (Harlan Howard)
5. She's Gone, Gone, Gone – 2:01 (Harlan Howard)
6. Busted – 2:19 (Harlan Howard)

Lato B
1. Beautiful Annabel Lee – 2:43 (Harlan Howard)
2. Heartaches by the Number – 2:08 (Harlan Howard)
3. I've Got a Tiger by the Tail – 2:26 (Harlan Howard, Buck Owens)
4. Heataches for a Dime – 2:15 (Harlan Howard)
5. Foolin' Around – 2:19 (Harlan Howard, Buck Owens)
6. In This Very Same Room – 2:41 (Harlan Howard)

## Musicisti
- Waylon Jennings - voce, chitarra
- Fred Carter - chitarra
- Shirl Milete - chitarra
- Gerald Gropp - chitarra ritmica, armonica
- Hargus Pig Robbins - pianoforte
- Jerry Smith - pianoforte
- Roy Huskey - basso
- Richie Albright - batteria
- Anita Kerr - accompagnamento vocale
- Dolores Edgin - accompagnamento vocale
- Lula Howard - accompagnamento vocale

## Successo commerciale
Album
| Anno | Classifica         | Posizione massima |
| ---- | ------------------ | ----------------- |
| 1967 | Top Country Albums | 32                |